# دعوى عزل ترامب الثانية
أقام مجلس النواب الأمريكي للمرة الثانية في 13 يناير 2021 دعوى لعزل دونالد ترمب، وهو الرئيس الخامس والأربعون للولايات المتحدة، قبل أسبوع واحد من انتهاء فترة ولايته وتنصيب جو بايدن في 20 يناير باعتباره الرئيس السادس والأربعين لأمريكا. اعتمد مجلس النواب علي مادة واحدة في الدستور الأمريكي لإقامة دعوى العزل ضد ترمب: وهي المادة المتعلقة بالتحريض على العصيان، وبذلك يكون ترمب هو الرئيس الأمريكي الوحيد (والمسؤول الوحيد عن أي منصب فيدرالي) الذي تعرض للمساءلة مرتين. ففي ديسمبر 2019 أقيمت دعوى العزل الأولى ضده بتهمة سوء استخدام السلطة وعرقلة عمل السلطة التشريعية. جاءت محاكمة ترمب وسط محاولاته لقلب نتائج الانتخابات الرئاسية الأمريكية للعام 2020 لصالحه، إذ تستشهد هذه المادة بما دار في مكالمة هاتفية حاول فيها ترمب الضغط على رافنسبيرغر (سكرتير ولاية جورجيا) لتغيير نتائج انتخابات الولاية والمزاعم المتعلقة بالتحريض على اقتحام مبنى الكابيتول قبل أسبوع واحد من الحادث.
قالت رئيسة مجلس النواب الأمريكي نانسي بيلوسي إن الكونغرس سيعزل ترمب بسبب تحريضه على «تمرد مسلح ضد النظام الأمريكي» إذا لم تجرده حكومته من سلطاته وواجباته باستخدام التعديل الخامس والعشرين. في 11 كانون الثاني (يناير)، أعطت بيلوسي إنذارًا نهائيًا لمايك بنس، نائب رئيس الولايات المتحدة، بتفعيل التعديل الخامس والعشرين في غضون 24 ساعة، وهو تعديل يخول له عزل ترمب والقيام بمهامه، وإلا سيشرع مجلس النواب في إجراءات العزل. في 12 يناير / كانون الثاني، أوضح بنس في رسالة إلى بيلوسي أنه لن يلجأ إلى تفعيل البند 4 من التعديل الخامس والعشرين، لاعتقاده أن القيام بذلك «لن يكون في مصلحة الشعب الأمريكي أو لا يتوافق مع الدستور». ومع ذلك، أقرت غالبية أعضاء الكونغرس، بما في ذلك عضو جمهوري واحد، قرارًا يحث بنس إما للجوء إلى التعديل الخامس والعشرين أو تمكين الأغلبية في مجلس النواب من إقامة دعوى لعزل ترمب.
في 11 كانون الثاني (يناير) 2021، قُدمت عريضة إلى مجلس النواب تتهم ترمب بـ «التحريض على التمرد» ضد الحكومة الأمريكية و«الإتيان بفعل يخرق القانون في الكابيتول». قدمت العريضة بواسطة أكثر من 200 داعم من المشاركين في الجلسة.
تعتبر دعوى عزل ترمب هي الدعوى الرابعة التي اتخذت بموجبها إجراءات لعزل الرئيس في تاريخ الولايات المتحدة، حيث كانت أول دعوى لعزل الرئيس أندرو جونسون عام 1868، والثانية لعزل بيل كلينتون عام 1999. وقد حصل قرار دعوى عزل ترمب على أكثر الأصوات المؤيدة لإجراءات عزل رئيس من منصبه من أي وقت مضى، وذلك بتأييد عشرة ممثلين جمهوريين لقرار العزل، وهو أكثر عدد من الأصوات لتأييد العزل من قبل حزب الرئيس نفسه، وبالتالي فهي الإجراءات الأشد لعزل رئيس من قبل الحزبين في تاريخ الولايات المتحدة.
كانت هذه أول عملية اتهام صوّت فيها جميع أعضاء كتلة الأغلبية بالإجماع للمساءلة. أعرب العديد من أعضاء مجلس الشيوخ الجمهوريين عن دعمهم لإدانة ترمب، بما في ذلك ليزا آن ماركوفسكي من ألاسكا وبن ساز من نبراسكا. في حال أجرى مجلس الشيوخ محاكمة وصوتت أغلبية ثلثي أعضاء مجلس الشيوخ لإدانة ترمب، فسيكون إما أول رئيس في تاريخ الولايات المتحدة يُعزل من منصبه عن طريق الإقالة أو أول رئيس سابق يدينه مجلس الشيوخ. ستؤدي أي من النتيجتين إلى إجراء تصويت ثانٍ يتطلب فيه الحصول على أغلبية بسيطة في مجلس الشيوخ لحرمان ترمب بشكل دائم من تولي منصب عام في الولايات المتحدة. إذا حدثت الإدانة قبل انتهاء ولاية ترمب، فستجعل بنس الرئيس 46 بأثر فوري.

## الخلفية
في أوائل يناير 2021، تعرض الرئيس ترمب لانتقادات بسبب تصرفاته المختلفة في محاولته لإلغاء الانتخابات الرئاسية الأمريكية لعام 2020، وفي الثاني من كانون الثاني (يناير)، اتصل هاتفياً بوزير خارجية جورجيا براد رافنسبيرغر للضغط عليه لإلغاء نتائج انتخابات الولاية.
في 6 يناير 2021، ألقى ترمب خطابًا في مسيرة «أنقذوا أمريكا» في ناشونال مول، وكان خطابه مليئًا بالعنف، واقترح ترمب أن مؤيديه لديهم القدرة على منع الرئيس المنتخب بايدن من تولي منصبه.
عندما اجتمع الكونغرس الأمريكي للتصديق على الأصوات الانتخابية في الانتخابات الرئاسية، عبر أنصار ترمب المول واقتحموا مبنى الكابيتول في الولايات المتحدة في محاولة لمنع جدولة الأصوات والاحتجاج على فوز بايدن. دخل المتظاهرون بشكل غير قانوني مبنى الكابيتول الأمريكي وتجمعوا على جبهته الشرقية والغربية، بما في ذلك على المنصة الافتتاحية التي شيدت لتنصيب جو بايدن. توفي خمسة أشخاص، من بينهم ضابط شرطة في الكابيتول، نتيجة أعمال الشغب، في حين عُثر على العديد من العبوات الناسفة داخل مبنى الكابيتول وبالقرب منه. وبعد أيام، انتحر ضابط شرطة آخر من شرطة الكابيتول كان يعمل أثناء أعمال الشغب. بعد ساعات، استأنف الكونغرس انعقاد جلسته وصدق في النهاية على الأصوات الانتخابية في الساعات الأولى من صباح يوم 7 يناير. أصدر ترمب بعد ذلك بيانًا أكد فيه أنه سيكون هناك «انتقال منظم» للسلطة في يوم التنصيب، وهو بمثابة تنازل بعد شهرين بالضبط من فوز بايدن.

## السيناريوهات المطروحة
طُرح أربعة سيناريوهات لعزل ترمب من منصبه من قبل أعضاء الكونغرس أو أعضاء حكومة ترمب أو المعلقين السياسيين أو علماء القانون: إما الاستقالة، أو الاحتجاج بالتعديل الرابع عشر، أو الاحتجاج بالتعديل الخامس والعشرين، أو المساءلة والإدانة.

### الاستقالة
يمكن لرئيس الولايات المتحدة الاستقالة من منصبه، وفي هذه الحالة يصبح نائب الرئيس رئيسًا تلقائيًا، بدلاً من مجرد تولي سلطات وواجبات الرئاسة كرئيس بالنيابة. بينما تنص المادة الثانية من الدستور على أن «سلطات وواجبات» الرئيس تؤول إلى نائب الرئيس في حالة وفاة الرئيس أو استقالته أو عجزه أو عزله، فسر جون تايلر هذا البند على أنه يسمح لنائب الرئيس بالارتقاء إلى الرئاسة في مثل هذه الحالات دون أي شروط. قُننت هذه الممارسة في عام 1967، مع تمريرالتعديل الخامس والعشرين.
إذا استقال ترمب، فإن نائب الرئيس مايك بنس سيصبح الرئيس 46 للولايات المتحدة؛ سيكون صاحب أقصر فترة رئاسية على الإطلاق، حيث سيظل في منصبه لمدة تصل إلى -1665 أيام فقط قبل تسليم السلطة إلى جو بايدن باعتباره الرئيس السابع والأربعين في 20 يناير. سيتجاوز هذا الرقم القياسي الذي سجله ويليام هنري هاريسون، الذي توفي بعد 31 يومًا من ولايته. ستكون هذه هي المرة الثانية في التاريخ التي يُجبر فيها رئيس على الاستقالة. الأول كان استقالة ريتشارد نيكسون عام 1974 عندما بدا أنه من المحتمل عزله وإقالته من منصبه لدوره في فضيحة ووترغيت.
بسبب الضغط الشديد على إدارته، والتهديد بالإقالة، والاستقالات العديدة، التزم ترمب بانتقال منظم للسلطة في خطاب متلفز في 7 يناير. وفي البيت الأبيض في 8 يناير، ذكر ترمب أنه لا يفكر في الاستقالة. أدلى ترمب بتعليقات أخرى مماثلة في الأسبوع التالي ولم يشر إلى أنه قلق بشأن مغادرته مبكرًا أو إبعاده. في 9 يناير، ذكرت صحيفة نيويورك تايمز أن ترمب أبلغ مساعديه في البيت الأبيض أنه يأسف لبيانه بشأن التزامه بانتقال «منظم» للسلطة وأنه لا توجد فرصة لاستقالته من منصبه.
ومع ذلك، من غير المرجح أن يستقيل ترمب من منصبه.

### التعديل الرابع عشر
التعديل الرابع عشر لدستور الولايات المتحدة هو أحد تعديلات إعادة الإعمار. يتناول حقوق المواطنة والحماية المتساوية بموجب القانون وقد اقترح ردًا على القضايا المتعلقة بالعبيد السابقين في أعقاب الحرب الأهلية الأمريكية. تم الطعن بمرارة على التعديل، لا سيما من قبل دول الكونفدرالية المهزومة، والتي اضطرت للتصديق عليه من أجل استعادة التمثيل في الكونغرس. ينص القسم 3 على أن الشخص الذي شارك في التمرد بعد أداء اليمين لدعم الدستور يُحرم من منصبه ما لم يسمح به الكونغرس.
كانت ألكساندريا أوكاسيو-كورتيز أحد أعضاء مجلس النواب الديمقراطيين الذين أيدوا استدعاء التعديل الرابع عشر ضد ترمب، وفي رسالة، وشكرت بيلوسي زملائها على مساهماتهم في المناقشات حول التعديل الرابع عشر.
إذاعُزل ترمب من منصبه بموجب القسم 3 من التعديل الرابع عشر، فسيصبح بنس الرئيس السادس والأربعين للولايات المتحدة، وسيظل صاحب أقصر فترة رئاسية على الإطلاق قبل تسليم السلطة إلى جو بايدن بصفته الرئيس السابع والأربعين في يناير 20. وستكون هذه هي المرة الأولى التي يُستند فيها إلى القسم 3 من التعديل الرابع عشر منذ عام 1919 عندما أوقف فيكتور ل. بيرغر، المدان بانتهاك قانون التجسس بسبب آرائه المناهضة للعسكرية، من شغل مقعده في مجلس النواب. وستكون هذه هي المرة الأولى التي يُحتج بها على رئيس في منصبه، وكان يُنظر إليها على أنها غير مرجحة بشكل خاص.

### التعديل الخامس والعشرون
التعديل الخامس والعشرون لدستور الولايات المتحدة يتعامل مع الخلافة الرئاسية والإعاقة. على الرغم من استخدام التعديل حتى الآن في الحالات الطبية، ينص القسم 4 على أنه يجوز لنائب الرئيس، مع غالبية أمناء مجلس الوزراء، إعلان عدم قدرة الرئيس على القيام بواجباته، وبعد ذلك يتولى نائب الرئيس على الفور مهام رئيس.
إذا نُفذ القسم 4 من التعديل الخامس والعشرين ، فسيكون بنس هو الرئيس بالنيابة، ويتولى «سلطات وواجبات منصب» الرئيس. سيبقى ترمب رئيسًا لبقية فترة ولايته، وإن كان قد جرد من كل السلطات. لم يُستدعى القسم 4 من التعديل الخامس والعشرين من قبل. وصرح بنس، الذي سيُطلب منه الشروع في العزل، بأنه لن يطالب بالتعديل الخامس والعشرين ضد ترمب. التعديل الخامس والعشرون، مع ذلك، اعتمد في البداية للقضية التي يكون فيها الرئيس عاجزًا.

### الإقالة والإدانة
تبدأ عملية الإقالة في مجلس النواب، حيث توضع مواد سحب الثقة. ثم يصّوت على هذه المواد من قبل أعضاء مجلس النواب. يكون التصويت على كل مادة على حدة، وتتطلب أغلبية بسيطة لتمريرها. بمجرد تمرير المادة في مجلس النواب، يُعزل الرئيس. ثم ترسل المواد إلى مجلس الشيوخ للفصل فيها في محاكمة عزل. بعد طرح الآراء في المحاكمة، يتحرك مجلس الشيوخ للتصويت على الإدانة. كل مادة تتطلب أغلبية ثلثي أعضاء مجلس الشيوخ الحاضرين لتمريرها. إذا تم تمرير مادة في مجلس الشيوخ، فهذا يعني إدانة الرئيس وعزله من منصبه. يمكن بعد ذلك إجراء تصويت آخر يحدد ما إذا كان الرئيس (السابق) ممنوعًا من تولي منصب في المستقبل. يمر هذا التصويت بأغلبية بسيطة في مجلس الشيوخ بعد تصويت الإدانة الأولي.
إذا حدثت إجراءات العزل والإدانة قبل انتهاء ولاية ترمب، فستجعل بنس الرئيس السادس والأربعين بأثر فوري، وترمب أول رئيس في تاريخ الولايات المتحدة يُدان في محاكمة عزل. نظرًا لأنه من غير المقرر أن يجتمع مجلس الشيوخ مرة أخرى حتى 19 يناير 2021، فقد جرت مناقشات حول احتمال إدانة ترمب في مجلس الشيوخ بعد تركه لمنصبه، مما يترك الباب مفتوحًا أمام إمكانية تقييد رئيس سابق مُدان بشكل دائم من تولي منصب عام. ومع ذلك ، لم يُختبر هذا من الناحية الدستورية، باستثناء فضيحة 1876 التي شهدت عزل وزير الحرب ويليام وورث بيلناب من قبل مجلس النواب حتى بعد استقالته بالفعل، على الرغم من تبرئته من قبل مجلس الشيوخ. كما هو الحال مع الاستقالة، سيكون بنس صاحب أقصر فترة رئاسية إذا أدين ترمب قبل انتهاء فترة ولايته قبل تسليم السلطة إلى بايدن باعتباره الرئيس السابع والأربعين في 20 يناير.